# هولی موتورز
هولی موتورز یا موتورهای مقدس (به انگلیسی: Holy Motors) نام فیلم فانتزی-درامِ فرانسوی است که سال ۲۰۱۲ به کارگردانی لئوس کاراکس ساخته شد. این فیلم در بخش مسابقهٔ جشنواره فیلم کن سال ۲۰۱۲ نمایش داده شد.
در موتورهای مقدس، دونی لوان در نقش «آقای اسکار» ظاهر شده است؛ مردی که روزانه همچون هنرپیشه‌ها نقش‌های متعددی را بازی می‌کند و دوربینی هم در کار نیست که اجراهایش را فیلم‌برداری کند.